# Impedància d'entrada

El circuit de l'esquerra del conjunt central de cercles oberts modela el circuit font, mentre que el circuit de la dreta modela el circuit connectat. Z_{S} és la impedància de sortida vista per la càrrega, i Z_{L} és la impedància d'entrada vista per la font.

La impedància d'entrada d'una xarxa elèctrica és la mesura de l'oposició al corrent (impedància), tant estàtica (resistència) com dinàmica (reactància), en una xarxa de càrrega externa a la xarxa de font elèctrica. L'admitència d'entrada (el recíproc de la impedància) és una mesura de la propensió de la xarxa de càrrega a extreure corrent. La xarxa d'origen és la part de la xarxa que transmet energia i la xarxa de càrrega és la part de la xarxa que consumeix energia.

## Impedància d'entrada
Si la xarxa de càrrega fos substituïda per un dispositiu amb una impedància de sortida igual a la impedància d'entrada de la xarxa de càrrega (circuit equivalent), les característiques de la xarxa font-càrrega serien les mateixes des de la perspectiva del punt de connexió. Per tant, la tensió a través i el corrent a través dels terminals d'entrada serien idèntics a la xarxa de càrrega escollida.
Per tant, la impedància d'entrada de la càrrega i la impedància de sortida de la font determinen com canvien el corrent i la tensió de la font.
El circuit equivalent de Thévenin de la xarxa elèctrica utilitza el concepte d'impedància d'entrada per determinar la impedància del circuit equivalent.

## Càlcul
Si es creés un circuit amb propietats equivalents als terminals d'entrada col·locant la impedància d'entrada a través de la càrrega del circuit i la impedància de sortida en sèrie amb la font del senyal, es podria utilitzar la llei d'Ohm per calcular la funció de transferència.

## Acoblament d'impedàncies
Quan la impedància característica d'una línia de transmissió, {\displaystyle Z_{line}}, no coincideix amb la impedància de la xarxa de càrrega, {\displaystyle Z_{in}}, la xarxa de càrrega reflectirà part del senyal d'origen. Això pot crear ones estacionàries a la línia de transmissió. Per minimitzar les reflexions, la impedància característica de la línia de transmissió i la impedància del circuit de càrrega han de ser iguals (o "coincidir"). Si la impedància coincideix, la connexió es coneix com a connexió coincident, i el procés de correcció d'un desajust d'impedància s'anomena concordança d'impedància. Com que la impedància característica d'una línia de transmissió homogènia es basa només en la geometria i, per tant, és constant, i la impedància de càrrega es pot mesurar de manera independent, la condició de concordança es manté independentment de la ubicació de la càrrega (abans o després de la línia de transmissió).
{\displaystyle Z_{in}=Z_{line}}

## Aplicacions
En el processament de senyal modern, els dispositius, com ara els amplificadors operacionals, estan dissenyats per tenir una impedància d'entrada de diversos ordres de magnitud superior a la impedància de sortida del dispositiu font connectat a aquesta entrada. Això s'anomena pont d'impedància. Les pèrdues degudes a la impedància (pèrdua) d'entrada en aquests circuits es reduiran al mínim i la tensió a l'entrada de l'amplificador estarà propera a la tensió com si el circuit de l'amplificador no estigués connectat. Quan s'utilitza un dispositiu la impedància d'entrada del qual podria provocar una degradació important del senyal, sovint s'utilitza un dispositiu amb una impedància d'entrada alta i una impedància de sortida baixa per minimitzar els seus efectes. Sovint s'utilitzen transformadors de seguiment de tensió o d'adaptació d'impedància per a aquests efectes.